# 호조정 (지바현)
호조정(北条町)은 지바현 아와군에 일찍이 존재했던 정이다. 현재의 다테야마시 중부에 해당한다.

## 지리
현재의 다테야마시에서는 시역을 10 지구로 나누고 있어 구 호조정의 정역은 「호조 지구」라고 불린다.북쪽의 히라쿠리강과 남쪽의 시오이리강에 낀 다테야마만을 따라 평야부에 있는 지역으로, 우치보선 다테야마역이나 다테야마시청 등을 거느린 현 다테야마시의 중심 지구이다

## 역사

### 전근대
호조라는 지명 은 고대 조리 체계 의 잔재이며, 도요후사 지역 에는 이것 과 결합 된 지명 으로'난조'가 있다.
쓰루가야 하치만구 신사는 가마쿠라 시대에 후추시(현 미나미보소시)에서 하치만으로 옮겨졌다고 한다.
센고쿠 시대에는 현재의 호조 외에도 미나토,하치만,우에노하라,신주쿠를 포함한 지역이"호조"라고 불렸다."에도 시대 초기에 미나토촌과 야와타촌은 호조촌에서 분리되었다.
도시대 초기의 게이초 연간에는 나가스카나 호조에 이미 촌장이 형성되어 있었다. 간에이 15년(1638년), 아와국에서 호조번 1만 석의 다이묘가 된 야시로 타다마사에 의해, 호조의 나카마치(현재의 다테야마 소방서·호조 병원·다테야마 경찰서 부근)에 진야(호조 진야)가 놓여졌다. 호조번은 야시로씨가 약 70년(만석 소동에 의해 개역), 그 후 중단을 거쳐 미즈노씨가 약 100년에 걸쳐 다스렸다.미즈노씨는 분세이 10년(1827년)에 가즈사국 츠루마키번으로 옮겨가지만, 분큐 원년(1861년)에 아와국에 5300석을 영지하게 된[9]오미 미카미번이, 츠보지 지배의 거점으로서 호조 진야를 메이지 원년(1868년)까지 이용하였다.
에도막부 말기인 히로카 4년(1847년), 아와국의 도쿄만안의 해안을 담당한 시노부번의 손에 의해 츠루가다니(현재의 아와고등학교 서남 부근)에 海防陣(츠루가다니 진야)가 놓여진다.
에도시대에는 호조·나가스카·야와타·미나토·다카이·후루카와신덴 외 여섯 개의 마을이 있었다

### 근대
메이지 시대 초기, 호조촌에서 신주쿠·우에노하라가 분촌했다.
1868년, 호조를 포함한 지역은, 스루가국 타나카번으로부터 옮겨진 나가오번 혼다가 4만석의 영지가 되었다. 1870년에는 나가오번이 츠루가야 진야를 개수하여 번청으로 하고, 번사 거주지를 건설했다. 1871년의 폐번치현으로 나가오번은 폐지되어 나가오현에서 기사라즈현으로의 편입을 거쳐 지바현의 일부가 되지만, 구 나가오번청(쓰루가야 진야)은 1874년까지 현청의 출장소로서 이용되게 되었다.
1878년에 군구정촌 편제법이 시행되자, 아와·다이라·조이·나가사군청이 호조정에 설치되었다. 당초의 군청 청사는 대구 취급소를 계승한 것으로(그 후 확장이나 개축이 이루어진), 호조경찰서·군회의사당·호조정사무소·호조병원 등이 즐비한 관청가가 형성되었다. 또한 4개 군은 1897년에 아와군으로 통합되었다. 군구정촌 편제법 시행 때, 호조촌은 신주쿠초와 야와타촌은 타카이촌·미나토촌·우에노하라촌과, 나가스카촌은 카미마쿠라촌·시모마쿠라무라와 각각 연합했다(연합호장사무소).1884년의 호장 동사무소 관할 구역의 재편시, 나가스카촌은 타테야마쵸외 2촌의 연합에 참가해, 다른 7정촌이 1연합이 되었다.

### 연혁
- 1889년 4월 1일 - 정촌제 시행에 의해 아와군 호조정이 성립하였다.
- 1933년 4월 18일 - 다테야마정과 합병해, 다테야마호조정이 성립하여, 동일 호조정은 폐지되었다.

## 교통

### 철도
- 철도성
  - 가사라즈선

### 도로
- 1급 국도
  - 가사라즈 가도(현 국도 제127호선)

## 참고문헌
- 千葉県安房郡教育会（編）『千葉県安房郡誌』千葉県安房郡教育会、1926年。2019年2月9日閲覧。

## 관련링크
- 千葉県安房郡北條町 (12B0020041) - 歴史的行政区域データセットβ版